# 黄良街道
黄良街道，是中华人民共和国陕西省西安市长安区下辖的一个乡镇级行政单位。

## 行政区划
黄良街道下辖以下地区：
中街社区、黄良镇村、黄良村、上北良村、下北良村、北堀垛村、南堀垛村、西古城村、东古城村、北湖村、东湖村、立元村、西湖村、小邵村、葛村、大邵村、石佛村、南仁村、北仁村、西仁村、解家庄村和聂家河村。